# Yazh

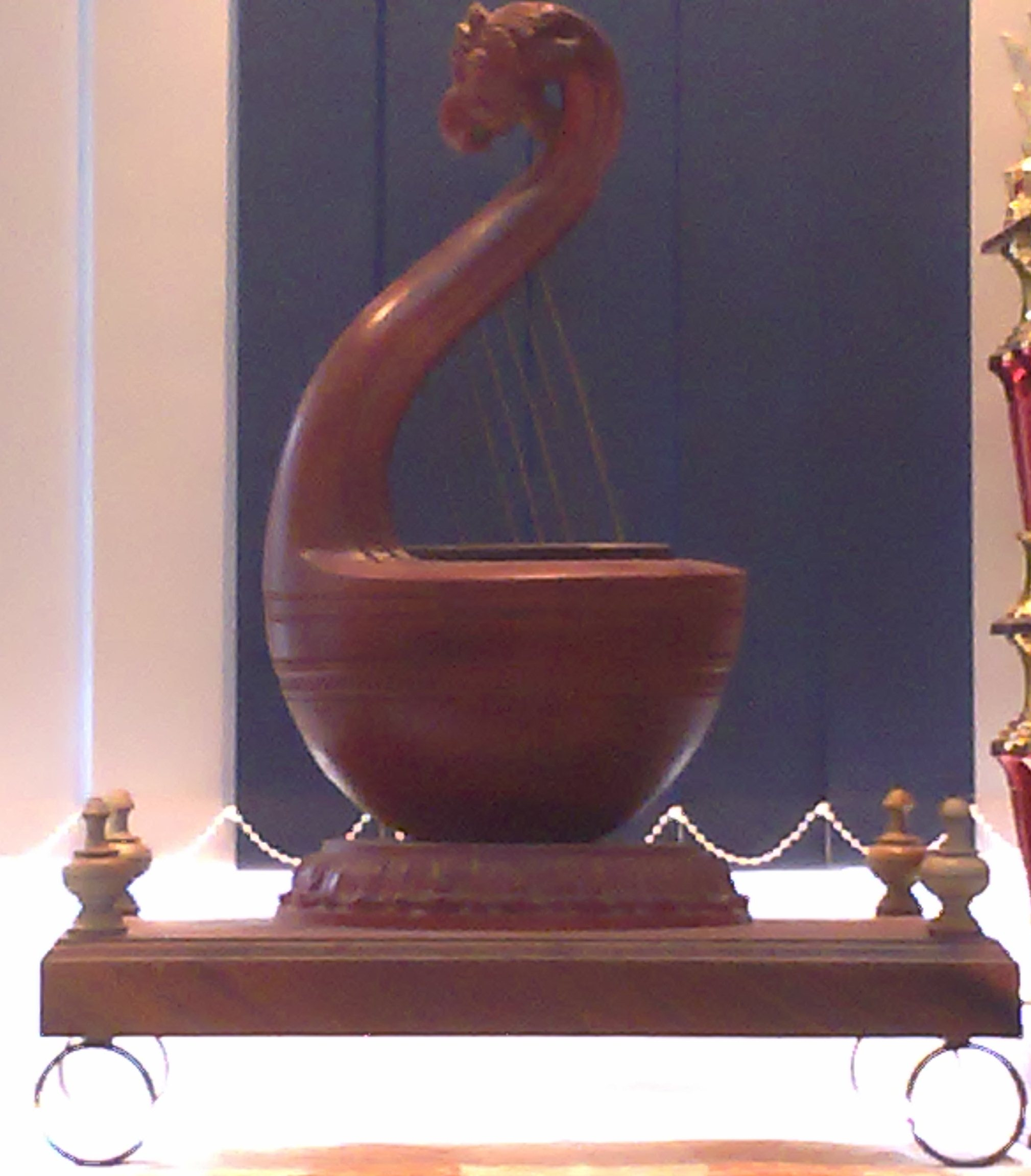
Moderne Rekonstruktion einer yazh. Der Yali-Kopf am Halsende soll die Verbindung zur alttamilischen Tradition betonen.

Yazh (Tamil யாழ், yāḻ), auch yaazh, yal, yarl, ist eine historische Bogenharfe, die von besonderer Bedeutung für die alttamilische Musik Südindiens war und in der Sangam-Literatur beschrieben wird. Demnach besaß die yazh ab dem 2. Jahrhundert n. Chr. einen Resonanzkörper aus Holz mit einer Decke aus Tierhaut und je nach Ausführung zwischen 7 und 21 Saiten. Mit vina, der allgemeinen Sanskrit-Bezeichnung für Saiteninstrumente, waren in Nordindien zur selben Zeit bis zu ihrem Verschwinden in der zweiten Hälfte des 1. Jahrtausends ebenfalls Bogenharfen gemeint. Im Unterschied zu den in Nordindien vergessenen Bogenharfen wird die obsolete yazh im Süden bis heute als Teil der tamilischen Kulturtradition gewürdigt.

## Herkunft
Bei einer Harfe stehen die Saiten in einer Ebene senkrecht auf der Decke und verlaufen bis zu ihren Befestigungspunkten am oberen Bereich des Saitenträgers. Die von der Winkelharfe abgegrenzte Bogenharfe ist nach ihrer äußeren Form definiert, die vom Resonanzkörper bis zum Ende des Halsstabes eine gleichmäßige Krümmung bildet. Dass sich an der Innenseite am Übergang von der Decke zum Hals ein stumpfer oder rechter Winkel ergibt, ist für die Zuordnung nicht maßgeblich. Wegen dieser äußeren Bogenform ist die entwicklungsgeschichtliche Herleitung der Bogenharfe vom Musikbogen naheliegend, der in seiner einfachsten Gestalt als Mundbogen nur aus einer über einen gebogenen Stab gespannten Saite besteht. Ein solcher Mundbogen hieß in altindischer Zeit vermutlich pinaki vina, benannt nach pinaka, dem Jagdbogen und Attribut Shivas. Für den Bau einer Bogenharfe musste der beim Musikbogen angehängte Resonanzkörper in den Stab integriert und die Saitenzahl erhöht werden. Ein Übergangsstadium auf dem Weg zur Bogenharfe verkörpert die seltene ostafghanische waji.
Die älteste Abbildung einer Bogenharfe ist eine mesopotamische Tontafel vom Ende des 4. Jahrtausends v. Chr. Ein Rollsiegelabdruck auf ungebranntem Ton aus Tschoga Misch, datiert 3400 v. Chr., enthält die älteste Abbildung einer Bogenharfe in Iran. Weitere Abbildungen im 3. Jahrtausend in Iran zeigen Bogenharfen mit anderen Musikinstrumenten bei komplexen Ritualen. Seit dem 3. Jahrtausend gab es nachweislich Bogenharfen auch im Alten Ägypten. In beiden Regionen wurden Bogenharfen Ende des 2. Jahrtausends v. Chr. durch Winkelharfen abgelöst, die nachfolgend bis zum Mittelalter im arabisch-persischen Raum tschang genannt wurden. In Indien wurden Winkelharfen nie heimisch, dafür überlebten die Bogenharfen dort bis ins 1. Jahrtausend n. Chr.
In Südasien erscheint die Bogenharfe zunächst auf einem einzigen Siegel der Indus-Kultur. Das in Mohenjodaro gefundene quadratische Siegel enthält jedoch nur ein Piktogramm, das als Bogenharfe mit drei Saiten gedeutet wird, während aus jener Zeit (2600–1900 v. Chr.) von Mesopotamien zahlreiche Abbildungen mit Bogenharfen überliefert sind. Andere Musikinstrumente der Indus-Kultur waren den Fundobjekten zufolge Fasstrommeln, kleine Sanduhrtrommeln und im Spielzeugformat kleine Gefäßflöten aus Ton. Die Indusschrift, zu der dieses Piktogramm gehört, wurde bisher noch nicht entziffert, weshalb das Wort für „Harfe“ nicht bekannt ist. Nur während der genannten Zeitspanne der städtischen Indus-Kultur gab es die Indusschrift, ebenso wie Musikinstrumente, die nach dem Zerfall der Induskultur ab 1900 v. Chr. nicht mehr vorkommen.
Erst mit dem Beginn der vedischen Zeit werden sprachliche Verbindungen zwischen Mesopotamien und Indien erkennbar. Sumerisch bana und Mittelvedisch vana bedeuten „Bogenharfe“, ferner etwa Sumerisch dimmaršu (Musikinstrument) und Sanskrit damaru (kleine Ritualtrommel) oder Sumerisch saĝara und Sanskrit svara (Tonstufe). Insgesamt stehen von 60 sumerischen Wörtern zum Thema Musik rund 30 in einer phonetischen und semantischen Beziehung zu Sanskrit-Wörtern. Zwischen einem sumerischen Siegel um 2800 v. Chr. mit dem Schriftzeichen einer Bogenharfe und den altvedischen Überlieferungen im Rigveda ab 1500 v. Chr. liegen aber über 1000 Jahre. Inwiefern über die räumliche und zeitliche Distanz Beziehungen zwischen den mesopotamischen und vedischen Bogenharfen bestanden, bedarf noch der genaueren Klärung.
Im Rigveda werden vier Namen von Musikinstrumenten erwähnt: aghati (Zimbeln zur Tanzbegleitung), bakura (Blasinstrument, wahrscheinlich Schneckenhorn, ab der mittelvedischen Zeit shankha), gargara und vana. Curt Sachs (1940) hält gargara für ein Saiteninstrument, vielleicht eine Bogenharfe, und vana für eine Flöte (wie venu, eine andere Bezeichnung für die südindische Flöte kuzhal). Den Ausdruck gargara, der nur einmal im Rigveda zum Lobpreis des Kriegsgottes Indra vorkommt, übersetzt Rinki Deka (2021) jedoch als ein im Krieg verwendetes Geräuschinstrument, vielleicht eine Trommel. Andere Forscher hingegen folgen Alastair Dick und halten gargara, das in Sanskrit allgemein „Wirbel, Strudel“ oder „Wassertopf“ bedeutet, ebenfalls für ein Saiteninstrument, möglicherweise für einen Musikbogen mit einer Kalebasse oder einem Tontopf als Resonanzverstärker (damit dem südindischen villadi vadyam vergleichbar) und dem vedischen Begriff karkari entsprechend. Karkari wird als eine Art Zwischending aus Musikbogen, Erdbogen und Bogenharfe interpretiert.

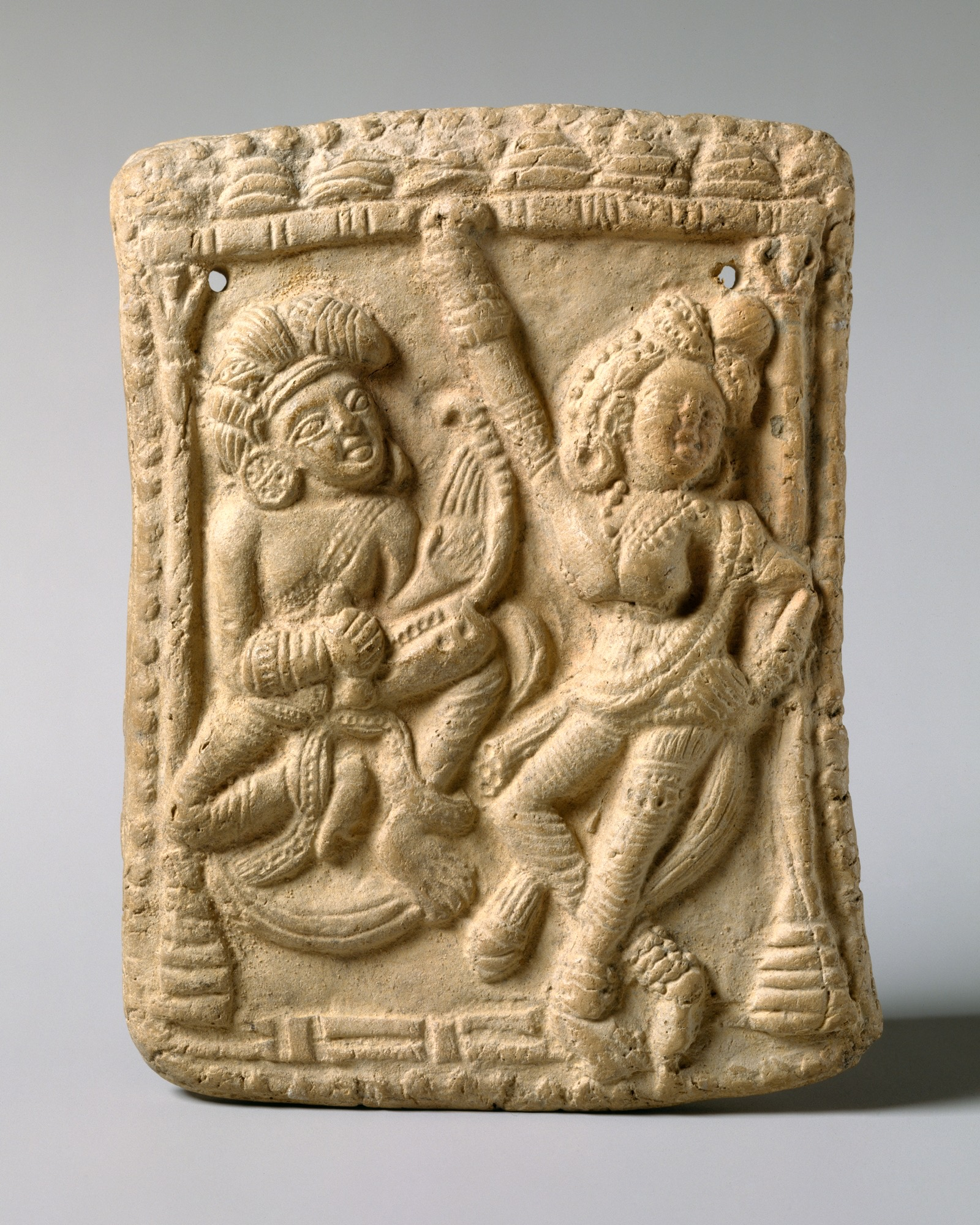
Shunga-zeitliche Terrakottatafel mit einer Tänzerin und einem Bogenharfe spielenden Musiker. Nordindien, 1. Jahrhundert v. Chr.

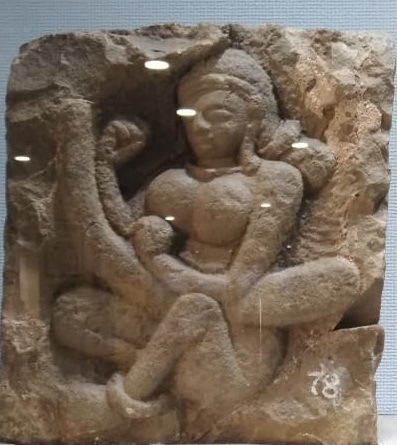
Göttin Sarasvati mit einer Bogenharfe. Steinrelief aus der Gegend von Mandsaur, Madhya Pradesh, 3. Jahrhundert n. Chr. Mit dem Resonanzkörper an ihrer linken Seite zupuft Sarasvati die Saiten mit beiden Händen.

Die Identifikation von vana mit Flöte im Rigveda basiert auf einer Stelle, in der vana geblasen wird, und der Verbindung mit Sturmgöttern, also mit Wind. Vana wird in den späteren Srautasutras mit vina gleichgesetzt, bezeichnete also die Bogenharfe. Die Srautasutras bilden eine Gruppe von vedischen Lehrtexten (Sutras), die von den geoffenbarten Schriften (Shrutis) abgeleitet sind. Laut der Liste vedischer Begriffe von Arthur Anthony Macdonell und Arthur Berriedale Keith (1912) bedeutet der im Rigveda und Atharvaveda vorkommende Ausdruck vana anfangs im weitesten Sinn „Instrumentalmusik“ und erst in den späteren der darin enthaltenen Textgruppen Samhita und Brahmanas „Bogenharfe“. Dem Rigveda zufolge produzierte dieses Instrument sieben Töne. Außerdem wird erklärt, dass es 100 Saiten (sata-tantu) habe. Den Beschreibungen nach besteht die Harfe aus einem gebogenen Stab und einer hölzernen Schale mit einer Decke aus Haut. Die Bezeichnung satatantu vana oder satatantri vina erscheint unrealistisch, mit „100 Saiten“ waren vermutlich auch nicht bloß „sehr viele Saiten“ gemeint, denn es heißt, jeweils zehn Saiten sollten an einer Stelle befestigt sein und aus einer bestimmten Grassorte bestehen. Da gebündelte Gräser als Saite für ein Musikinstrument ungeeignet sind, vermutet Monika Zin (2002), satatantri könnte sich auf ein Ritualobjekt bezogen haben. Eine siebensaitige Bogenharfe (mit sieben Tönen, wie es in den Veden heißt) entspricht hingegen eher den frühen Abbildungen.
Nach der im Rigveda erzählten Überlieferung soll Narada, ein Rishi (mythischer Weiser) und Sohn Brahmas, die vina erfunden, das heißt vom Himmel auf die Erde gebracht haben. Narada gilt als Götterbote und Herr der himmlischen Musikanten (Gandharvas). Mit seiner vina wandelte er an den Ufern des Ganges und ließ die Musik der sieben himmlischen Sphären erklingen. In seinen Fußstapfen folgen die wahren indischen Musiker, so schwärmt die irische Kennerin der indischen Musik, Maud MacCarthy (1911). Im Ramayana wird Narada erwähnt, wie er Preislieder auf Vishnu singt und sich auf einer mahati vina begleitet. Im anderen großen altindischen Epos, dem Mahabharata, wird Draupadi (hier mit dem Namen Panchali) genannt, die ihren Gemahl Bhima anspricht, mit einer Stimme so süß wie der Klang der vina.
Im Jaiminiya-Brahmana (Teil des Samaveda) aus der mittelvedischen Zeit vor dem 6. Jahrhundert v. Chr., also früher als die ersten genaueren Abbildungen von Bogenharfen, werden deren Bauteile beschrieben. Demnach besaß die Bogenharfe (satatantri vina) sieben Saiten (tantri), einen Halsstab (danda), einen Resonanzkörper mit einer Decke (suna) aus Tierhaut, Schalllöcher (carma), einen Gurt (upavana), um das Instrument zu tragen, und ein Plektrum (vadana, bestehend aus vetasa, Rattan, Calamus rotang), wie es in der Śankhayana Śrauta Satra heißt. Darin wird näher ausgeführt, dass der Resonanzkörper aus palasa-Holz (Malabar-Lackbaum, Butea frondosa) und der Hals aus udumbara-Holz (Ficus glomerata) oder andersherum besteht. Udumbara ist in den Veden ein für Rituale verwendetes Holz und kommt in seiner religiösen Bedeutung dem Bodhibaum (Pappel-Feige, Ficus religiosa) im Buddhismus gleich. Emmie te Nijenhuis (1970) liest „100 Saiten aus Schafshaut“, die zu kleinen Streifen gedreht und am unteren Ende des danda befestigt sind (vielleicht weil der Stab im Resonanzkörper steckt oder dieser seitlich am Stab fixiert ist, ähnlich wie bei der waji). Am oberen Ende des danda sind die Saiten festgebunden. Nijenhuis erwähnt auch die andere Stelle, an der von einem Instrument satatantu bana mit Saiten aus Gras berichtet wird.
Die Beschreibung passt am ehesten auf eine Bogenharfe, ebenso wie die Ausführungen zur Spielweise im Aitareya Aranyaka. Dort heißt es, der hotr (einer der Priester) hält das Instrument mit 100 Saiten und einem Korpus aus udumbara-Holz mit beiden Händen auf der linken Seite seines Oberkörpers (wie dies auf altindischen Darstellungen zu sehen ist) und stimmt die Saiten auf sieben oder zehn Tonstufen. Die satatantri vina dürfte demnach sieben oder zehn Saiten besessen haben. Möglicherweise könnte unter satatantri oder mahati vina eine besonders große Bogenharfe mit weiteren (gebündelten) Saiten verstanden worden sein, dann wäre diese große Bogenharfe vana von einer kleineren vina unterschieden worden. In der bedeutendsten Abhandlung der altindischen Musik, dem zwischen dem 2. Jahrhundert v. Chr. und dem 2. Jahrhundert n. Chr. entstandenen Natyashastra, werden die aus Holz gefertigten Saiteninstrumente in vier Typen unterschieden und näher beschrieben. Davon sind zwei Bogenharfen: die neunsaitige, überwiegend mit einem Plektrum gespielte vipanchi vina und die siebensaitige citra vina, die mit den Fingern gezupft wurde.
Abgesehen von dem einen Siegel der Indus-Kultur, dessen konkrete Verbindung noch nicht nachgewiesen wurde, tauchen Bogenharfen in Indien seit dem 2. Jahrhundert v. Chr. relativ häufig auf Steinreliefs auf, zunächst an buddhistischen Kultstätten. Hierzu gehören die Stupas von Bharhut (2. Jahrhundert v. Chr.) und Sanchi (1. Jahrhundert n. Chr.) im Norden sowie Amaravati (2. Jahrhundert n. Chr.) in Südindien. Den Abbildungen zufolge besaßen die Bogenharfen fünf, sieben, neun, zehn oder mehr Saiten. Sie wurden meist im Sitzen gespielt, bei gehenden Musikern hingen sie an einem über die Schulter gelegten Tragband quer vor dem Bauch. Die stehende Spielhaltung zeigt etwa eine weibliche Figur (Devata oder Apsara) aus dem 2./1. Jahrhundert v. Chr., die sich am Zaun (vedika) des Stupas von Bharhut befand.
Nach dem 7. Jahrhundert verschwand die Bogenharfe nahezu vollständig aus Nordindien, abgesehen von der nordwestlichen Region Punjab, wo sie bis zum 9. Jahrhundert vorkam, und einer Bronzefigur des 10. Jahrhunderts aus Nalanda im Nordosten zur Zeit der Pala-Dynastie. In diesem Zeitabschnitt existierten Bogenharfe und Stabzither nebeneinander. Dies geht auch aus einem Vers des tamilischen Dichters Manikkavasagar (9. Jahrhundert) hervor, in dem es heißt: „vina-Spieler auf der einen Seite und yazh-Spieler auf der anderen Seite“.
In Südindien war die Bogenharfe noch im 12. Jahrhundert bekannt, denn sie wird im tamilischen Periya Puranam, einem dichterischen Werk des als Heiligen verehrten Sekkizhar (Cekkilar, 12. Jahrhundert) über die Gruppe der 63 shivaitischen Heiligen, Nayanmar, erwähnt. Das Periya Puranam beschreibt die yazh, wie sie im 7. Jahrhundert verwendet wurde. Auch in anderen Texten wird die yazh nach dem 7. Jahrhundert noch erwähnt und in einigen Abbildungen gezeigt. Am Sathyamurthi-Perumal-Tempel in Tirumayam, der wahrscheinlich unter den Pandya im 9. Jahrhundert entstand, stellt ein Relief den liegenden Vishnu dar, umgeben von himmlischen Musikern und anderen Himmelswesen. Unter ihnen sind ein Lautenspieler und ein Heiliger zu erkennen, der eine siebensaitige Bogenharfe spielt. Wie auch auf anderen Darstellungen erkennbar, verwendet der Harfenspieler ein Plektrum, vielleicht um damit über alle Saiten zu streichen und zugleich mit der anderen Hand die Saiten zu dämpfen, die nicht erklingen sollen. Dies ist die bei der Bogenharfe bin-baja und bis heute in Nordostafrika bei Leiern häufig angewandte Spielweise.
Die mit der Ausbreitung der indischen Kultur im 1. Jahrtausend nach Südostasien gelangte Bogenharfe wurde bis ins 12. Jahrhundert auf mehreren Reliefs in Angkor abgebildet (der Khmer-Name pinn ist von vina abgeleitet) und blieb bis heute lediglich in Myanmar als Nationalinstrument saung gauk erhalten.

## Bauform und Spielweise

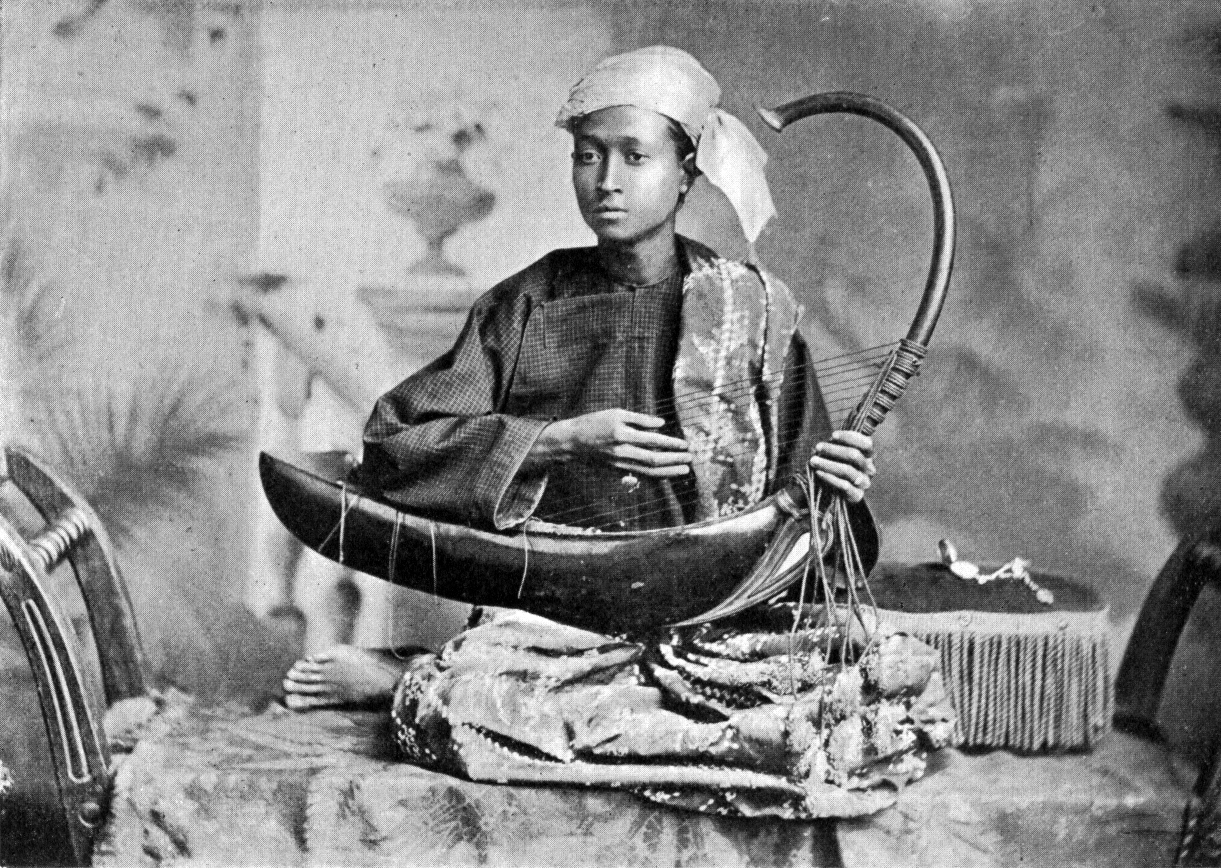
Traditionelle burmesische saung gauk mit Stimmschlingen aus dicken Kordeln, 1904

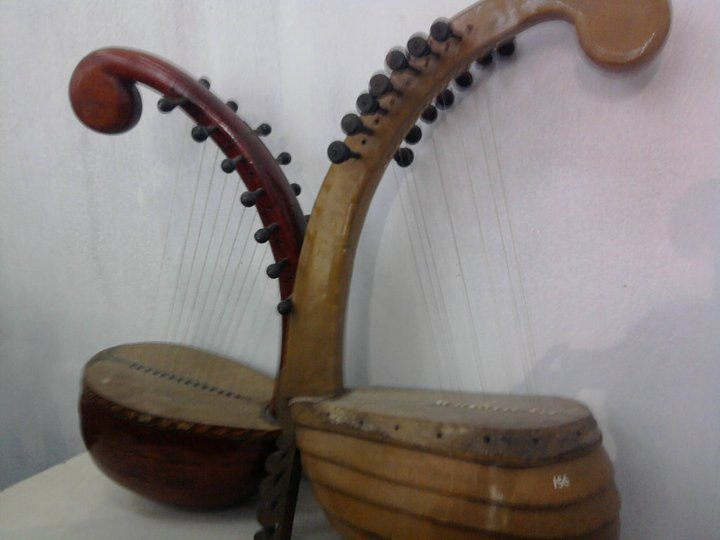
Zwei moderne Rekonstruktionen der yazh mit Stimmwirbeln am Hals

Die Bogenharfe yazh in Südindien war etwa zur selben Zeit wie die vina in Nordindien in Gebrauch und wurde ebenso ab dem 7. Jahrhundert durch Stabzithern (Tamil vinai) allmählich ersetzt. Die in den Veden festgeschriebene Kultur der brahmanischen Klassengesellschaft gewann im Süden später an Einfluss. Einige Herrscher der drei großen südindischen Reiche in der ersten Hälfte des 1. Jahrtausends n. Chr., der frühen Cholas, der Cheras und Pandyas, ließen beispielsweise von Priestern die bedeutenden vedischen Pferdeopfer (ashvamedha) durchführen. Die königlichen Pferdeopfer sind auch an einigen Orten archäologisch belegt, für Südindien etwa in Nagarjunakonda (Distrikt Guntur). Daneben wurden südindische Kulte zur Götterverehrung praktiziert.
Aus der nordindischen Shunga-Dynastie (2. bis 1. Jahrhundert v. Chr.) und aus den ersten beiden Jahrhunderten n. Chr. sind zahlreiche Terrakottafiguren erhalten, die Fruchtbarkeitsgöttinnen und Liebespaare (Mithunas) aus dem höfischen Milieu darstellen. Häufig haben diese Figuren als Zeichen ihrer Musikliebe eine Bogenharfe bei sich. Die mit Gesang und Tanz verbundene Bogenharfe wird wegen ihres göttlichen Ursprungs auch in den Händen des Königs und der Königin abgebildet. Diese Verbindung zum Göttlichen kommt im Shankhayana-Aranyaka zum Ausdruck, wo Bauteile der Bogenharfe mit menschlichen Organen und Körperteilen in Beziehung gesetzt werden. Neben dem Tanz der Frauen zur höfischen Unterhaltung hatte die Bogenharfe als ein Zeichen von Ruhm und Würde eine besondere Bedeutung beim Pferdeopfer, mit dem der König seinen Machtanspruch demonstrierte. Das gesamte Opferritual stellt überdies eine Art von Fruchtbarkeitsmagie dar.
Die südindische Entsprechung zu den vedischen Schriften ist die spätere, in der ersten Hälfte des 1. Jahrtausends n. Chr. entstandene Sangam-Literatur. In das 2. oder 6./7. Jahrhundert wird das dem Jain-Autor Ilango Adigal zugeschriebene legendäre Epos Silappadigaram (Cilappatikāram, aus silampu, „Fußkettchen“, und adigaram, „Kapitel, Kopf“) datiert, das als eines der fünf großen tamilischen Epen gilt. Im dritten, mit Arangerrukadai überschriebenen Kapitel geht es um Tanz und Musik, die stets zusammengehören. Erst in späteren Schriften wird Musik als eine eigenständige Kunstform behandelt. Zur Ausbildung einer jungen Tänzerin und Sängerin gehörten dem Silappadigaram zufolge auch das Spiel von yazh, Trommeln und der Flöte. Ein Lied begann mit der Flöte (kuzhal, vermutlich eine Querflöte, heute eine in der religiösen Musik verwendete Kegeloboe), gefolgt von der yazh. Dann setzten nacheinander die drei Trommeln maddalam (zweifellige Fasstrommel), kudamulavu (Tontopftrommel, vgl. mizhavu) und idakkai (kleine Sanduhrtrommel als Taktgeber) ein. Dieses Ensemble diente bis ins 7. Jahrhundert der Gesangsbegleitung und der Begleitung von Tänzen. Die yazh spielte die Hauptmelodie, die von der kuzhal ausgeschmückt und eine Oktave höher wiederholt wurde. Später verschwand die yazh in Südindien zugunsten der Stabzither vinai mit Bünden.
Ausgehend von der altindischen Klassifikation der Musikinstrumente in die vier Gruppen tolekaruvi („Hautinstrumente“, Membranophone), tulaikkaruvi („hohle Instrumente“, Blasinstrumente), narampukkaruvi („Sehnen-“, Saiteninstrumente) und kancakkaruvi („Bronzeinstrumente“, Zimbeln) werden im Silappadigaram die yazh und die vinai als Saiteninstrumente genannt. Die Form der yazh wird ausführlich behandelt. Nach ihrer Größe werden mehrere Bogenharfen unterschieden: Die kleine siriyazh hatte demnach 7 Saiten, die sakodayazh 14 Saiten, die makara yazh 17 Saiten und die große periyazh 21 Saiten. Ferner wird eine offenbar legendäre Bogenharfe adiyazh („älteste yazh“) oder arungalam mit 1000 Saiten erwähnt, die es früher gegeben habe und die verschwunden sei.
Die unterschiedlich großen yazh besaßen einen hölzernen Resonanzkörper (pattar, „Holztrog“), der nach der Beschreibung in anderen Texten mit Tierhaut als Decke bespannt war, einen gebogenen Halsstab (kotu, „Horn“), an dessen oberen Bereich die Saiten (narampu, „Darm“) mit Wicklungen von Lederbändern (tivavu) befestigt waren. Unter der Decke befand sich vermutlich eine Aufhängeleiste (tantirikaram) für die Saiten und oberhalb eine Stimmleiste (matakam), durch deren Bohrungen die Saiten führten und mit deren Hilfe die Saiten gestimmt werden konnten. Die gesamte Harfe war in einen bunten Stoff gehüllt.
Die siriyazh mit sieben Saiten war auf die sieben Haupttöne der alttamilischen Tonskala gestimmt: 1. uzhai, 2. ili, 3. vilari, 4. taram, 5. kural, 6. tuttam und 7. kaikkilai (entsprechend den svaras eines Raga: ma, pa, da, ni, sa, ri und ga). Zur Zeit des Silappadigaram gab es den Kuravai-Tanz, den der König mit einigen seiner Soldaten als ein Ausdruck von Freude nach einer gewonnenen Schlacht aufführte. Nach der Beschreibung dieses Tanzes im Silappadigaram sollten sich sieben Mädchen im Kreis aufstellen und zur Melodieform mullaippann tanzen. Jedes der Mädchen repräsentierte einen der sieben Haupttöne des Modus und den Hauptönen waren eine bestimmte Position und ein Bewegungsmuster im Kreis des Zodiak zugeordnet. Der Platz für kural war im Westen.
Die vierzehnsaitige sakodayazh war auf dieselben Töne über drei Oktaven gestimmt. In der unteren Oktave: 1. uzhai, 2. ili, 3. vilari, 4. taram, in der mittleren Oktave: 5. kural, 6. tuttam, 7. kaikkilai, 8. uzhai, 9. ili, 10. vilari, 11. taram und in der oberen Oktave: 12. kural, 13. tuttam und 14. kaikkilai.
Im tamilischen Epos Perunkathai gelingt es dem Helden Udayaman, einen wütend gewordenen Elefanten mit der Musik seiner yazh zu besänftigen. Die magische Bedeutung der yazh kommt auch im Silappadigaram zum Ausdruck, wenn die vor dem Harfenspiel erforderlichen Vorbereitungen geschildert werden. Nach einer Zeremonie zu ihrer Verehrung wird zunächst die bunte Stoffhülle entfernt und die Darmsaiten werden umständlich durch Drehen und Verschieben der Lederbänder am Hals gestimmt. Mit dem Daumen der rechten Hand wird die Saite kural und mit dem kleinen Finger die Saite ili gezupft. Gestimmt werden bei der sakodayazh zuerst der Grundton und die Oktave, gefolgt von der dritten Saite, dann die übrigen Saiten von der Okave absteigend und vom Grundton aufsteigend bis zur sechsten Saite. Danach werden alle 14 Saiten gespielt und zwar in der für den jeweiligen Modus erforderlichen Auswahl. Es heißt, dass die Saiten mit einem Plektrum aus Smaragd gezupft wurden. Den von der Harfe begleiteten Gesang schildert das Silappadigaram so:

„Madhavi hielt ihre tadellose Harfe und sang eine zarte Melodie, die ihr Herz mit Kummer erfüllte. ... Ihre rechte Hand lag auf dem Resonator, ihre linke ruhte auf dem Hals der Harfe. Sie war Spezialist in dynamisch differenziertem Vortrag und bemühte sich um eine möglichst exakte Einhaltung der Tonhöhen. Sie sang und ließ dazu die fünfte Saite als Bordun erklingen.“

Auch die übrige alttamilische Literatur findet überwiegend nur lobende Worte über die yazh, bis auf das Tirukkural, ein bedeutendes Werk zur tamilischen Kultur des Dichters Tiruvalluvar, mutmaßlich aus dem 6. Jahrhundert. Darin wird ein unvorteilhafter Vergleich mit dem Geplapper von Babys angestellt: „so süß klingt die Musik der yazh oder die Musik der Flöte“. An anderer Stelle heißt es im Tirukkural aber als Warnung, sich nicht von der äußeren Gestalt der Dinge beirren zu lassen: „Obwohl die Bogenlaute (yazh) krumm ist, produziert sie erbauliche Musik; anders als der Jagdbogen, der zwar gerade, aber dennoch schrecklich ist bei dem, was er bewirkt.“ Also möge man die Menschen nicht an ihrem Aussehen, sondern an ihren Taten messen.
Gemäß einer Anekdote über den jung verstorbenen tamilischen Dichter Tirujnana Sambandar im 7. Jahrhundert fragte dieser einst den Musiker Tirunilakantha Yazhpanar, der ihn bei seinem Gesangsvortrag auf der yazh begleiten sollte, er möge einen bestimmten Modus (pann) intonieren. Der Musiker, unfähig diesen Modus zu spielen, wollte in einem Augenblick der Verzweiflung sein Instrument zerbrechen, als ihn Sambandar darauf hinwies, es sei nicht seine Schuld, sondern die der yazh. Seit dieser Zeit heißt dieser Modus yazhmurippan („der pann, der die yazh zerstört“). Vielleicht hängt diese Geschichte mit der zu jener Zeit aufgekommenen Einschätzung zusammen, dass die yazh nicht mehr mit den tonalen Verfeinerungen der Musik, vor allem als Instrument zur Gesangsbegleitung, mithalten könne. Tirunilakantha mit dem Beinamen Yazhpanar („Harfenspieler, Barde mit der Harfe“) gilt als der 61. Nayanmar und über sein Leben als shivaitischer Heiliger werden weitere Legenden erzählt. Laut dem Tevaram, einer tamilischen Sammlung von Hymnen an Shiva, gelangte der Musiker auf einer Pilgerreise von Tempel zu Tempel eines Tages nach Madurai, wo die Gläubigen von seiner Stimme und seinem Spiel so angetan waren, dass sie befürchteten, die Harfe könne sich auf dem kalten Boden verstimmen und anordneten, man möge ein goldenes Brett bringen, um die Harfe daraufzustellen. Danach setzte Tirunilakantha seine Reise fort und spielte in vielen weiteren Tempeln die Harfe.
Andere tamilische Quellen benennen weitere Spezifizierungen der Bogenharfe yazh, die im Norden auf Sanskrit zusammenfassend als nissari vina („bundlose vina“) von den Stabzithern unterschieden werden. Neben den yazh von 7 bis 21 Saiten, siriyazh, sakodayazh, makara yazh und periyazh, gab es oder soll es gegeben haben: maha yazh (Sanskrit makara vina), narada yazh (Sanskrit narada vina), adi kalattu periyazh (mit 100 Saiten, Sanskrit maha vina), sakoda yazh (16 Saiten), sengotti yazh (7 Saiten, davon 4 Melodiesaiten und 3 Saiten zur rhythmischen Begleitung), tumuru yazh (9 Saiten), kichaka yazh (100 Saiten), kurinji yazh, palai yazh, maruda yazh und mullai yazh (benannt nach vier alttamilischen Regionen), vallaki yazh (auf ihr soll der mythische Priester der Götter, Brihaspati, gespielt haben), killai yazh (mit einem Papageienkopf), mayil yazh und narada periyazh (dreieckige Form mit 1000 Saiten). Wie diese Formen konkret aussahen, ist nicht bekannt.
Der tamilische Begriff yazh bedeutete außer der Bogenharfe auch die Musik allgemein. Die alttamilischen Modi (pann) waren die Vorläufer der späteren Ragas der karnatischen Musik. Die anfangs pentatonischen pann wurden zu den heptatonischen Skalen der tamilischen Musik. Damals gab es fünf große Modi: mullaippann, kurinjippann, marudappann, neydalpann und palaippann. Die Namen bestimmter pann konnten mit karnatischen Ragas gleichgesetzt werden, so etwa: palaiyazh mit harikambhoji, kurinjiyazh mit sankarahbaranam, marudayazh mit kalyani und mullaiyazh mit mohanam. Es wird erwähnt, dass mit der yazh morgens und abends unterschiedliche pann gespielt wurden.

## Kulturelle Bedeutung

Einzelexemplar vil yazh oder virkodi yazh in einem Museum in Tamil Nadu

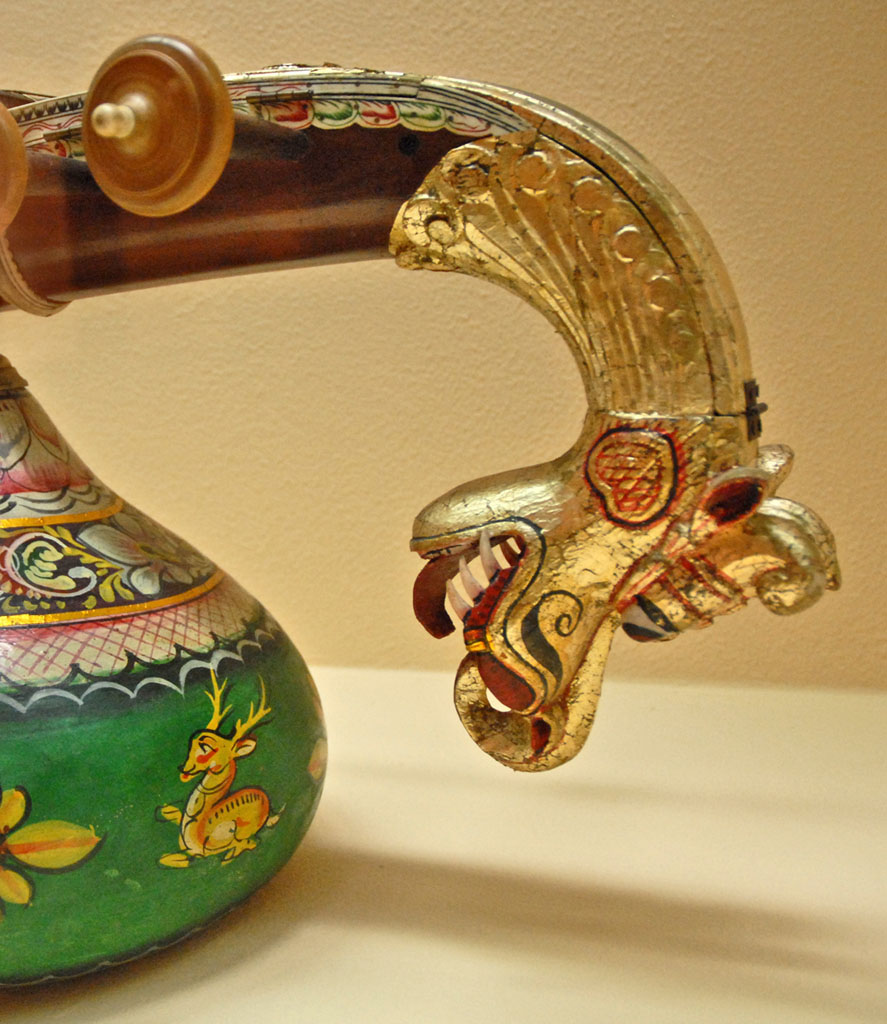
Yali-Kopf am Halsende der Langhalslaute Sarasvati vina

Die einzige in einem zentralindischen Rückzugsgebiet bis in die 1990er Jahre in der indischen Volksmusik überlebende Bogenharfe bin-baja ist heute verschwunden. Heutige vereinzelte Rekonstruktionsversuche der altindischen yazh orientieren sich an den überlieferten Darstellungen und Beschreibungen. Um die verlorengegangene Handwerkstradition zu kompensieren, werden Konstruktionsdetails mit der burmesischen saung gauk verglichen. Eine phantasievolle Neuschöpfung nennt sich mayil yazh („Pfauen-Harfe“) und besitzt einen Korpus in Pfauenform. Der Pfau ist ein in Erzählungen oft vorkommendes und geschätztes Tier. Zu den seltenen und ausgefallenen Musikinstrumenten, deren Form an einen Pfau erinnert, gehört die tatsächlich gespielte nordindische Streichlaute mayuri vina. Mit der musikalisch unbrauchbaren vil yazh („Bogen-Harfe“), bestehend aus mehreren parallelen Saiten, die in einen langgezogenen Rahmen aus Holzstäben gespannt sind, soll an die Herkunft der Harfe vom (göttlichen) Jagdbogen erinnert werden.
Um die Bogenharfe weit bis in die Welt der Götter zurückzuführen, wird auch eine sprachliche Verbindung zwischen yazh und yali (Sanskrit vyala) festgestellt: Die yazh sei ursprünglich aus dem Kopf des mythologischen Mischwesens Yali herausgearbeitet und deshalb nach diesem benannt worden.
Die tamilische Minderheit in Sri Lanka lebt überwiegend im Norden und an der Ostküste der Insel. Die tamilische Hauptstadt Jaffna an der Nordspitze heißt auf Tamil Yalpanam (Yāḻppāṇam, „Harfenspieler“, aus yal und panam, „Barde, Musiker“, Plural panar), um das Gebiet auf eine alttamilische Tradition zu beziehen. Nach der Legende kam ein blinder Harfenspieler genannt Yalpady aus dem Chola-Reich in Südindien in den Norden von Sri Lanka. Da es nicht zulässig war, dass der König mit Blinden zusammentraf, konnte der Musiker nicht vor dem König auftreten. Dies war erst möglich, als ein Vorhang zwischen beiden aufgespannt wurde. Der König (Narasingha Raja, Name in den Königslisten nicht zu identifizieren) schenkte dem Musiker daraufhin ein Stück Land (manatidal, eine „sandige Ebene“), das bald den Namen „Yalpanam“ erhielt. Yalpady brachte seine Gefolgsleute aus Indien mit, die sich auf dem zugewiesenen Land niederließen und später über die ganze Insel ausbreiteten.
Als Hauptwerk des tamilischen Musikwissenschaftlers, Dichters und Lehrers Swami Vipulananda (1892–1947) aus Batticaloa an der Ostküste gilt das 1947 auf Tamil veröffentlichte Yazh Nool („Das Buch der Harfe“). Das in mehreren Auflagen (zuletzt 2003) erschienene Buch über die alttamilische Bogenharfe, an welchem der Autor 14 Jahre lang gearbeitet hatte, wird als ein zentrales Werk zur tamilischen Musik insgesamt gewürdigt.